# Mason Science College
El Mason Science College fue un colegio universitario en Birmingham, Inglaterra, predecesor de la Universidad de Birmingham. Fundado en 1875 por el industrial y filántropo Sir Josiah Mason, el colegio se incorporó a la Universidad de Birmingham en 1900. Dos de sus alumnos, Neville Chamberlain y Stanley Baldwin, llegaron a ser primeros ministros del Reino Unido.

## Historia

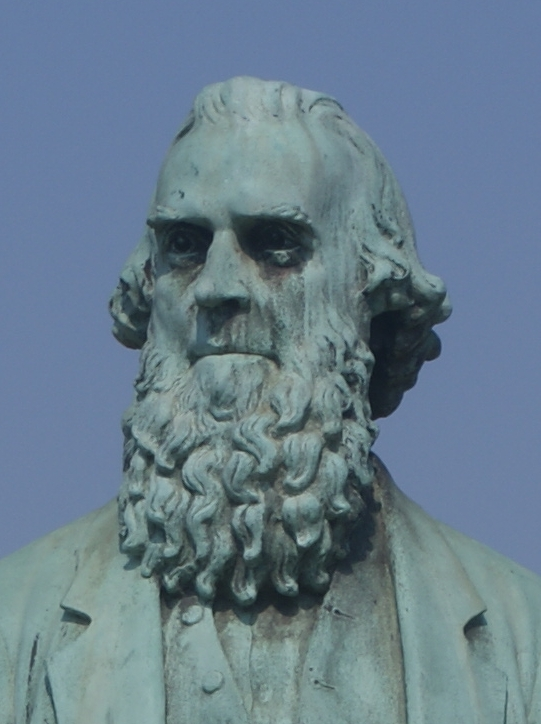
Sir Josiah Mason, el fundador de Mason Science College. Busto de William Bloye, según Francis John Williamson.

El colegio fue fundado por el industrial y filántropo inglés Sir Josiah Mason en 1875. El edificio del colegio, situado en Edmund Street, Birmingham, fue diseñado por Jethro Cossins y se inauguró el 1 de octubre de 1880 con un discurso de Thomas Henry Huxley. En el discurso, Huxley consideró la apertura del colegio como una victoria de la causa científica y apoyó las opiniones antagónicas de Mason sobre los clásicos y la teología. El colegio desarrolló varias asignaturas liberales y vocacionales, pero expulsó a los artesanos. Los departamentos médicos y científicos del Queen's College de Birmingham se trasladaron al cercano Mason Science College.
En 1898, se convirtió en el Mason University College, y Joseph Chamberlain pasó a ser el presidente del Tribunal de Gobernadores del colegio. En 1900 se incorporó a la Universidad de Birmingham. La Universidad de Londres otorgaba los títulos a los estudiantes del College hasta que se creó la Universidad de Birmingham y recibió competencias propias para otorgar títulos.
William A. Tilden fue profesor de química de 1880 a 1894. En septiembre de 1893, Francis William Aston comenzó sus estudios universitarios en el colegio, donde recibió clases de física de John Henry Poynting y de química de Frankland y Tilden.
En 1881, Charles Lapworth se convirtió en el primer profesor de geología de la universidad. En 1891, el profesor de física John Henry Poynting calculó con éxito la densidad media de la Tierra.
El edificio del Mason College albergó las facultades de Letras y Derecho de la Universidad de Birmingham durante más de medio siglo tras la fundación de la Universidad en 1900. El edificio de la Facultad de Letras en el campus de Edgbaston no se construyó hasta 1959-61. Las facultades de Letras y Derecho se trasladaron entonces al campus de Edgbaston.
Tras la Segunda Guerra Mundial, el estilo arquitectónico no era tan apreciado como ahora. Paul Cadbury se refirió a él en 1952 como una monstruosidad neogótica y esperaba que fuera demolido en 50 años. En efecto, fue demolido en 1964, junto con la Biblioteca Pública Central y el Instituto de Birmingham y Midland, como parte de la remodelación de la circunvalación interior. La antigua Biblioteca Central se encontraba en el emplazamiento del antiguo colegio, pero la biblioteca se trasladó a un nuevo emplazamiento en 2013; el edificio fue demolido en 2016.

## Departamentos
Durante la primera sesión académica del colegio, en 1880, se ofrecieron a los estudiantes cursos de física, química, biología y matemáticas. En 1881 también se ofrecían cursos de geología y mineralogía, botánica y fisiología vegetal, ingeniería, lengua y literatura inglesas, griego y latín, y lengua y literatura francesas y alemanas. A partir de 1882, los estudiantes de medicina del Queen's College de Birmingham pudieron asistir a clases de botánica, fisiología y química, y en 1892 la facultad de medicina del Queen's College se trasladó al Mason College. También hubo un efímero departamento de "Ciencias Mentales y Morales", que no tuvo éxito a pesar de los fondos que se donaron específicamente para apoyar el esfuerzo en 1882.

## Académicos y exalumnos

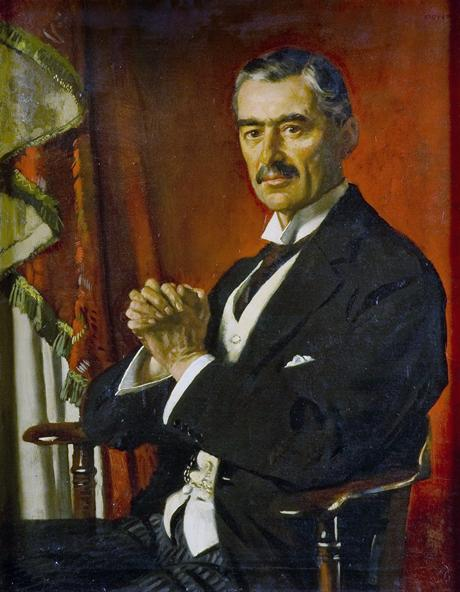
Primer Ministro Neville Chamberlain

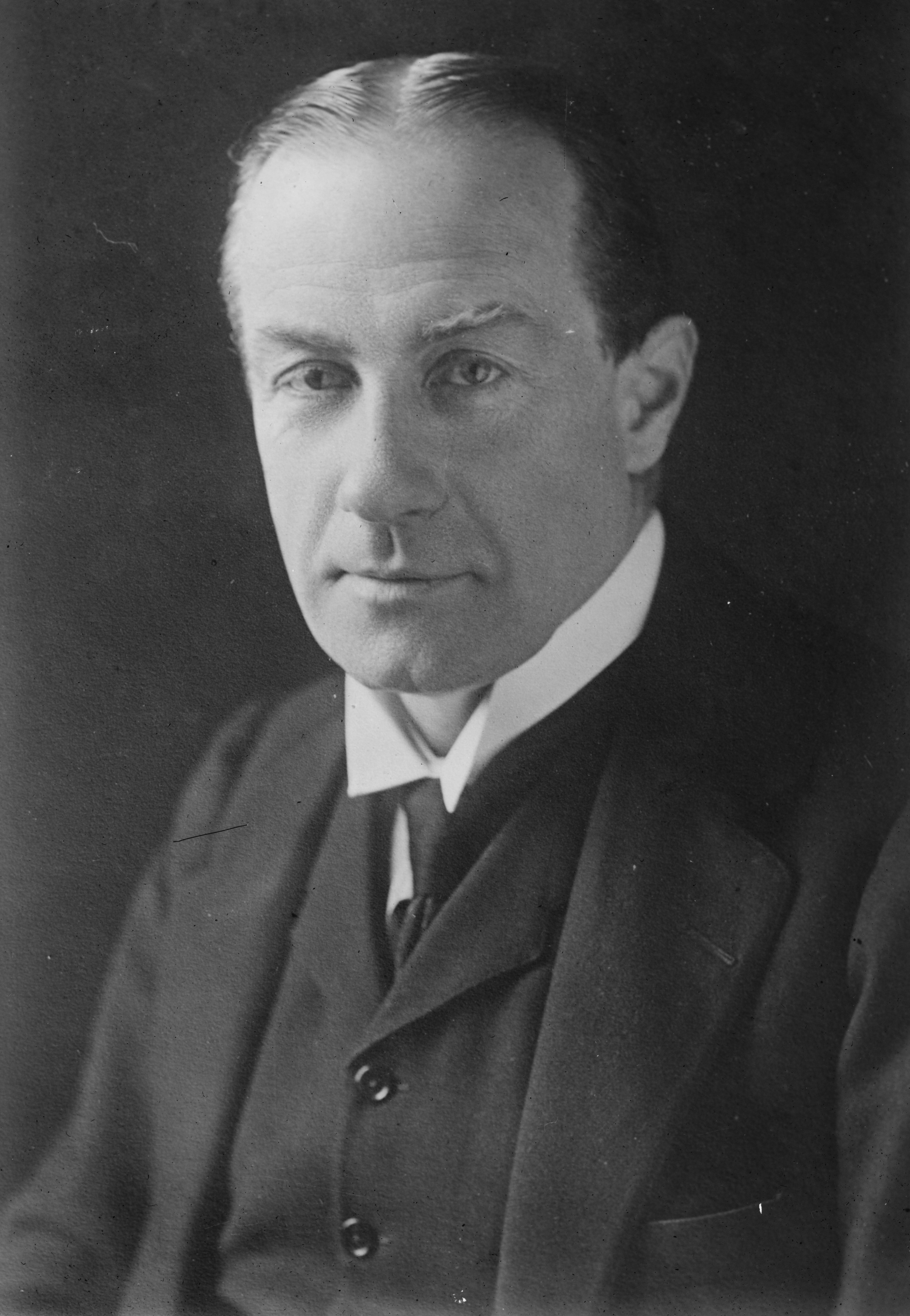
primer ministro Stanley Baldwin

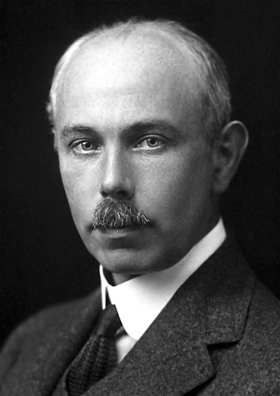
Ganador del Premio Nobel Francis William Aston

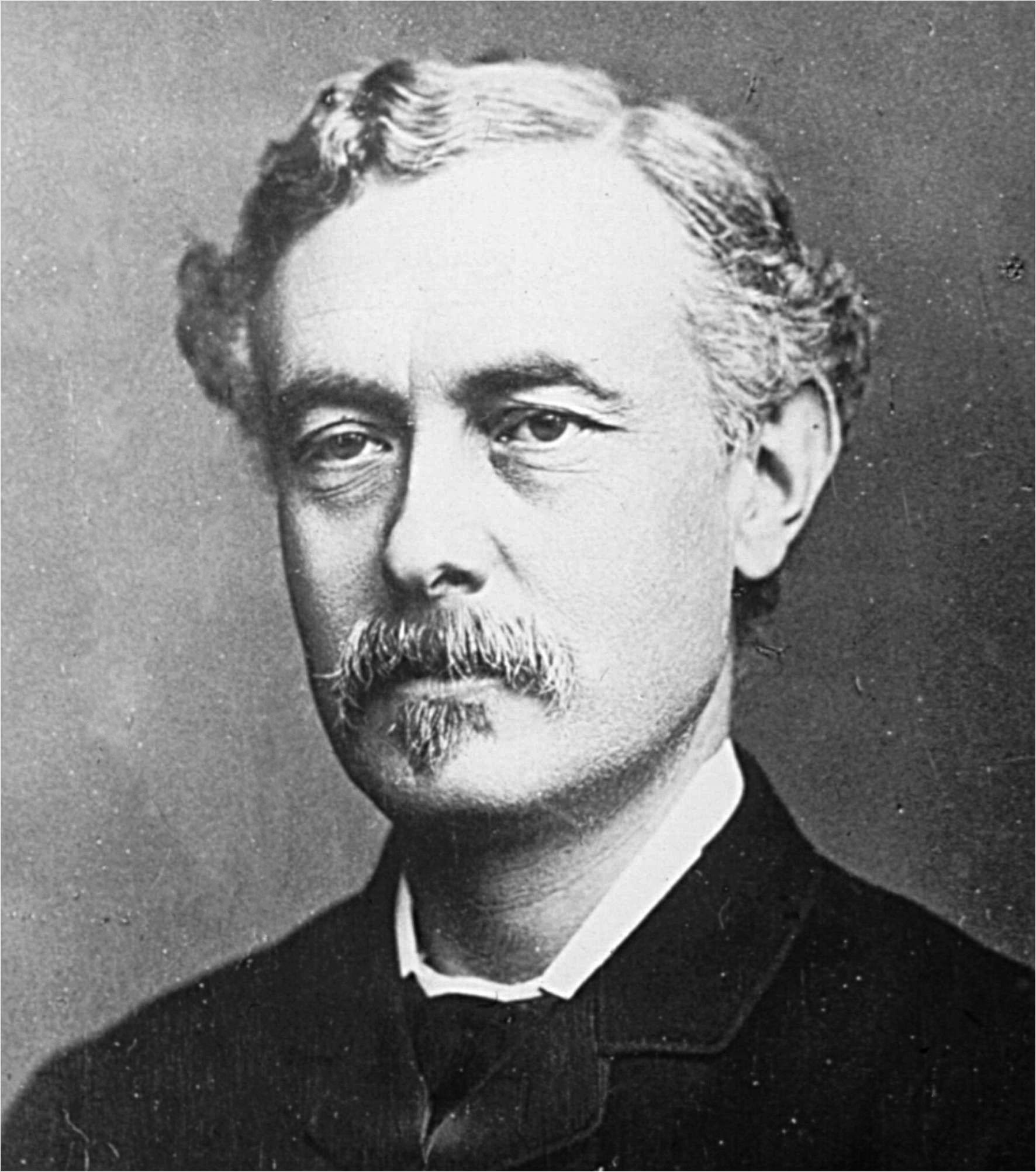
Sir William Tilden

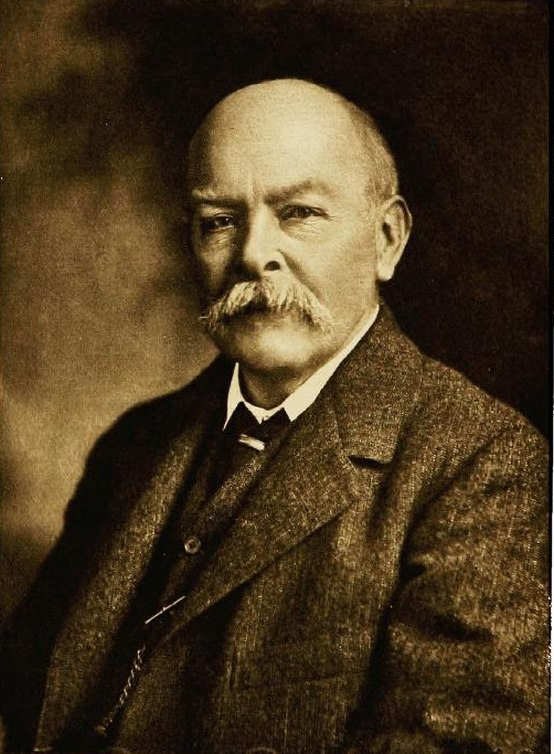
John Henry Poynting

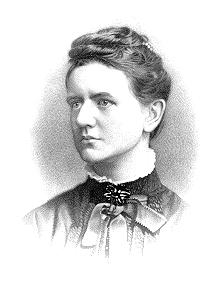
Constance Naden

Entre los académicos y exalumnos destacados de la universidad se incluyen:
- Edward Arber, académico y escritor
- Francis William Aston, químico y físico, Premio Nobel de Química de 1922
- Stanley Baldwin, primer ministro británico[12]
- Sir Gilbert Barling, primer baronet, médico
- John Belling, citogenetista que desarrolló la técnica de tinción de hierro-acetocarmín que se utiliza en el estudio de los cromosomas.
- Sir Nathan Bodington, profesor de clásicos
- Adrian John Brown, FRS, pionero en el estudio de la cinética enzimática
- Arthur Henry Reginald Buller, micólogo británico-canadiense conocido principalmente como investigador de los hongos y la roya del trigo
- Neville Chamberlain, primer ministro británico[13]
- Lawrence Crawford (matemático) FRSE (1867-1951), enseñó en la universidad[14]
- Sir Guy Dain, presidente de la Asociación Médica Británica 1943-1949 (medicina MB)[15][16]
- Hermann Georg Fiedler, erudito alemán
- Sir Henry Fowler, ingeniero de locomotoras
- Percy F. Frankland, químico
- Ernest Gold, creó el primer servicio meteorológico operativo (militar), Director Adjunto de la Oficina Meteorológica
- John Berry Haycraft, descubrió un anticoagulante creado por la sanguijuela, al que llamó hirudin
- John Rippiner Heath, médico y compositor
- Micaiah John Muller Hill, FRS, matemático inglés, conocido por el vórtice esférico de Hill y los tetraedros de Hill
- Charles William Hobley, administrador colonial pionero en Kenia
- Frank Horton, profesor de física en el Royal Holloway College y vicerrector de la Universidad de Londres 1939-1945
- Henry Eliot Howard, ornitólogo
- Arthur Lapworth, FRS, químico
- Charles Lapworth, FRS, FGS, geólogo que fue pionero en el análisis de fauna utilizando fósiles índice e identificó el período Ordovícico
- Robert Thomson Leiper, parasitólogo y helmintólogo
- Lionel Simeon Marks, ingeniero y uno de los pioneros de la aeronáutica
- Gerald Rusgrove Mills, editor que estableció la editorial Mills & Boon
- John Henry Muirhead, filósofo
- Constance Naden, poeta y filósofa
- Charles Talbut Onions, gramático y lexicógrafo inglés y cuarto editor del Oxford English Dictionary
- Kineton Parkes, novelista e historiador del arte
- Sir Leonard Parsons, profesor de pediatría, decano de la facultad de medicina de Birmingham, en 1932 el primero en utilizar vitamina C sintética para tratar el escorbuto en niños[15][17]
- Sir Robert Howson Pickard, químico que realizó un trabajo pionero en estereoquímica y fue vicecanciller de la Universidad de Londres entre 1937 y 1939
- John Henry Poynting, físico
- Dame Ethel Shakespear, geóloga, funcionaria pública y filántropa
- Edward Adolf Sonnenschein, erudito clásico y escritor sobre gramática y verso latinos
- FJM Stratton, Profesor de Astrofísica en la Universidad de Cambridge
- Sir William A. Tilden, químico
- Swale Vincent, fisiólogo
- William Whitehead Watts, FRS, geólogo
- Wilmer Cave Wright, filólogo e historiador de la ciencia y la medicina
- John Howard Whitehouse, miembro liberal del parlamento
- Sir Bertram Windle, médico